# Такер, Юджин
Юджин Такер (англ. Eugene Thacker) — американский философ

 и писатель, профессор Новой школы. Известен благодаря исследованиям темы ужаса, массовой культуры и новых медиа. Относится к направлениям пессимизма и спекулятивного реализма.

## Философские идеи
В ранних работах Такер работает в рамках философии науки и техники, интересуясь биоинформатикой, нанотехнологиями, биокомпьютерами и сетями. Позже его начинают интересовать вопросы онтологии в работе «После жизни». В нём исследователь утверждает, что онтология жизни находится между самой «жизнью» и «способом жизни», что делает возможным «метафизическое замещение».
Позже интерес Такера смещается на исследования культуры и медиа. В частности, он обретает популярность благодаря статьям и работам, посвященным жанру ужаса в литературе и кино. Параллельно этому Такер работает в рамках современной философии пессимизма, развивая идеи Артура Шопенгауэра, Томаса Лиготти и Петера Весселя Цапффе.

#### Жизнь
Одной из главных задач, к реализации которых стремится Юджин Такер является определение жизни-как-принципа. В попытках её осуществления он отталкивается от работ Аристотеля. По мнению философа именно в истории философии начинает высвечиваться различие между жизнью («Life») и живым («living»). Аристотель мыслит жизнь-как-принцип имманентной конкретным формам жизни и обнаруживает неспособность говорить о ней самой что-либо кроме того, что она присуща живым существам. Фокусируясь на различии «жизни-как-принципа» и «живого» Такер обращается к апофатическому богословию.
Для того, чтобы сравнивать вводимое Аристотелем различие между «жизнью» и «живым» и, являющееся предметом рассмотрения Псевдо-Дионисия Ареопагита, различие между Творцом и творением Такер абстрагирует метод апофатического богословия от его предмета. В трудах Псевдо-Дионисия Ареопагита говорится о непознаваемости Бога, находящегося вне всего сущего. Однако его существование в качестве причины сущего можно познать в сотворённом им. Такер видит в этом различии между тем, что недосягаемо для мысли само по себе и открывается только в сотворённой или одухотворённой им форме, сутью которой и является сходство с интересующей его проблематикой определения жизни.
Такер предпринимает попытку определить жизнь-как-принцип с помощью негативной теологии, очерчивая её контуры следующим образом: 1. она находится по ту сторону всех возможных отдельных случаев своего оформления; 2. бытие «вне» не предполагает дистанцирования, удаления или дифференциации от живого; 3. её распространение одновременно и абсолютно и не тотально, в отсутствие внешней стороны она не перестаёт производить никогда не истощаясь. Жизнь появляется как нечто избыточное, что нельзя постигнуть мыслью, а только не-мыслью.

## Работы

### На английском
1. Into the Influx Incision (1994)
2. Editor, Hard Code: Narrating the Network Society (Alt-X Press, 2001)
3. Biomedia (2004)
4. Creative Biotechnology: A User’s Manual, with Natalie Jeremijenko and Heath Bunting (2004)
5. The Global Genome: Biotechnology, Politics, and Culture (2005)
6. The Exploit: A Theory of Networks, co-authored with Alexander R. Galloway (2007)
7. After Life (2010)
8. In The Dust Of This Planet — Horror of Philosophy, vol. 1 (2011)
9. Editor with Ed Keller & Nicola Masciandaro, Leper Creativity: The Cyclonopedia Symposium (2012)
10. Dark Nights of the Universe (2013)
11. Excommunication: Three Inquiries in Media and Mediation, with Alexander R. Galloway and McKenzie Wark (2013)
12. And They Were Two In One And One In Two, co-edited with Nicola Masciandaro (2014)
13. An Ideal for Living: Anti-Novel (2014 [2006])
14. Starry Speculative Corpse (Horror of Philosophy Vol. 2) (2015)
15. Tentacles Longer Than Night (Horror of Philosophy Vol. 3) (2015)
16. Cosmic Pessimism (2015)
17. Infinite Resignation (2018)

### На русском
Ужас философии. Том 1. В пыли этой планеты
Ужас философии. Том 2. Звездно-спекулятивный труп
Ужас философии. Том 3. Щупальца длиннее ночи

## Влияние на культуру
• По словам Ника Пиццолатто, во время работы над сериалом «Настоящий детектив» книга Юджина Такера «В пыли этой планеты» наряду с работами Дэвида Бенатара, Рэя Брасье, Томаса Лиготти и Джима Кроуфорда оказала на него значительное влияние, что отразилось и в самом сериале.